# NHL Stadium Series 2015
L'NHL Stadium Series 2015 è un incontro di hockey su ghiaccio disputato all'aperto organizzato dalla National Hockey League. L'evento è valido per la stagione regolare 2014-15 ed è distinto dalla gara del Winter Classic 2015. La Stadium Series 2015 prevede la sfida fra i padroni di casa dei San Jose Sharks e i Los Angeles Kings presso il Levi's Stadium di Santa Clara il 21 febbraio 2015.

## Organizzazione
Per la stagione 2014-2015 si scelse di disputare un solo incontro valido per la Stadium Series dopo le quattro partite organizzate nella prima edizione nel 2014 e le due previste per quella 2016.
In origine la NHL aveva proposto quattro sfide all'aperto nell'arco della stagione incluso il Winter Classic 2015. Oltre al Levi's Stadium erano stati considerati altri impianti per ospitare la Stadium Series fra cui il Coors Field di Denver, il Gillette Stadium di Foxborough, e il Target Field di Minneapolis. Alla fine le aree metropolitane di Denver, Minneapolis e Boston furono scelte per ospitare gli eventi outdoor della stagione 2015-2016, il Winter Classic 2016 e la Stadium Series 2016.

## Referto
| Arbitri: | Gord Dwyer Dan O'Halloran |

| |            | |
| (J. Muzzin) K. Clifford 02:46 (J. Carter) M. Gáborík 44:04 | Marcatori  | 18:56 B. Burns (T. Wingels) |
| 32 - P - Jonathan Quick 2 - D - Matt Greene (A) 3 - D - Brayden McNabb 5 - D - Jamie McBain 6 - D - Jake Muzzin 8 - D - Drew Doughty 11 - C - Anže Kopitar (A) 12 - AD - Marián Gáborík 13 - AS - Kyle Clifford 14 - AD - Justin Williams 22 - C - Trevor Lewis 23 - AS - Dustin Brown (C) 28 - C - Jarret Stoll 31 - P - Martin Jones 37 - C - Nick Shore 44 - D - Robyn Regehr 71 - C - Jordan Nolan 73 - C - Tyler Toffoli 74 - AS - Dwight King 77 - C - Jeff Carter | Formazioni | Antti Niemi - P - 31 Brenden Dillon - D - 4 Joe Pavelski (A) - C - 8 Andrew Desjardins - C - 10 Patrick Marleau - C - 12 James Sheppard - C - 15 Joe Thornton (A) - C - 19 John Scott - AS - 20 Scott Hannan - D - 27 Alex Stalock - P - 32 Logan Couture - C - 39 Marc-Édouard Vlasic (A) - D - 44 Tomáš Hertl - C - 48 Matt Irwin - D - 52 Tommy Wingels - C - 57 Justin Braun - D - 61 Melker Karlsson - C - 68 Tyler Kennedy - C - 81 Matt Nieto - AS - 83 Brent Burns - D - 88 |
| Darryl Sutter | Allenatori | Todd McLellan |